# 嗪草酮
嗪草酮（英语：Metribuzin） 学名：4-氨基-6-(1,1-二甲基乙基)- 3-(甲硫基)-1,2,4-三嗪-5-(4氢)-酮，化学式：C8H14N4OS。为内吸选择性三氮苯酮类除草剂，1971年由联邦德国拜耳公司开发。其通过破坏植物的光合作用来达到除草效果，适用于大豆、马铃薯、甘蔗、咖啡等作物播种前和出苗前防治一年生阔叶杂草及禾本科杂草，对多年生草基本无效，同时也能防治水藻。

## 性质与作用机制
嗪草酮为白色无色晶体，微溶于水，易溶于甲醇、甲苯等有机溶剂。对稀酸和强碱稳定。对人、畜和鱼类低毒，大鼠口服LD50为1100～2300 mg/kg。可渗透至地下水。
嗪草酮可通过植物的根、茎和叶面吸收输导，主要通过抑制对其敏感植物的水 - 质体醌氧化还原酶，使得光合作用受阻，造成杂草萎黄枯死。

## 制备
嗪草酮可由频哪酮为起始原料，经磺酰氯、二甲胺、硫代卡巴肼等原料多步反应得到：